# Bridge-O-Rama
Bridge-O-Rama war ein System von elektromechanischen Anzeigetafeln, auf denen das Publikum eine Darstellung des Bietens und Spielens von Händen bei hochrangigen Bridge-Turnieren sehen konnte. Die in Italien entwickelten und erstmals bei den Weltmeisterschaften im Bermuda Bowl 1958 verwendeten Darstellungen der tatsächlichen Spielkarten in jedem Blatt waren in Rahmen auf dem Display angeordnet und konnten während des Spiels von hinten beleuchtet werden. Die Beleuchtung wurde über eine Reihe von Schaltern an einer Steuerkonsole gesteuert, die mit den Displays verbunden war. Bei einem typischen Viererteamspiel wurden die Zuschauer in einem Raum über die Ergebnisse informiert und sahen im anderen Raum die Wiederholung durch die Teammitglieder, während fachkundige Offizielle Analysen und Kommentare zu den Geboten und dem Spiel lieferten.